# Camptoptera clavata
Camptoptera clavata is een vliesvleugelig insect uit de familie Mymaridae. De wetenschappelijke naam is voor het eerst geldig gepubliceerd in 1888 door Provancher.